# Trogloraptor
Trogloraptor é um gênero de aranhas de grande porte encontradas em cavernas do sudoeste do Oregon. É o gênero monotípico da família Trogloraptoridae e inclui apenas uma espécie, Trogloraptor marchingtoni. Essas aranhas têm coloração predominantemente amarelo-acastanhada, com uma envergadura máxima das pernas de 7,6 cm. São notáveis por possuírem garras em forma de gancho nos últimos segmentos raptoriais de suas pernas.
Trogloraptor é uma das apenas três novas famílias de aranhas descritas desde 1990. O nome específico homenageia o biólogo amador de cavernas e xerife adjunto Neil Marchington.

## Descoberta
As aranhas foram coletadas pela primeira vez em 2010 por Geo Graening, Neil Marchington, Ron Davis e Daniel Snyder, conservacionistas de cavernas da Western Cave Conservancy. Foram descritas em 2012 por uma equipe de pesquisa composta pelos aracnólogos Charles Griswold, Tracy Audisio e Joel Ledford, da Academia de Ciências da Califórnia. O holótipo macho foi coletado na caverna M2, perto de Grants Pass, Oregon, em 29 de julho de 2010. O holótipo fêmea foi recuperado de uma caverna no condado de Josephine, Oregon, em 16 de setembro de 2010.
O pesquisador líder Griswold sugeriu que Trogloraptor poderia explicar as lendas de aranhas gigantes de cavernas na região. A descoberta é notável porque apenas outras duas novas famílias de aranhas foram descritas desde 1990. O aracnólogo americano Norman I. Platnick comentou que a descoberta era "... tão fascinante para aracnólogos quanto a descoberta de um novo dinossauro é para paleontólogos."

## Taxonomia
Trogloraptor inclui apenas uma espécie, Trogloraptor marchingtoni, e é o único gênero da família monotípica Trogloraptoridae. Inicialmente, sugeriu-se que Trogloraptor era um membro primitivo da superfamília de aranhas de seis olhos Dysderoidea. No entanto, Trogloraptor apresenta características únicas, incluindo sistemas respiratórios primitivos, que justificam sua atribuição a uma família distinta. A família provavelmente divergiu de outras aranhas há cerca de 130 milhões de anos, tornando-a outro táxon relicto notável da América do Norte. Um estudo de 2014 baseado em DNA ribossômico concluiu que Trogloraptor não pertence à superfamília Dysderoidea e não deve ser incluído nesse clado.
O nome específico homenageia Neil Marchington. O nome genérico Trogloraptor significa "ladrão de caverna", em referência ao habitat da aranha e às garras raptoriais em forma de gancho.

## Distribuição
Espécimes vivos adicionais coletados em 2010 e 2011 no Oregon foram todos encontrados no interior profundo de cavernas. Exceto por um único espécime filhote recuperado de detritos no sub-bosque de florestas primárias de Sequoioideae no noroeste da Califórnia, nenhum foi encontrado fora de cavernas. Esse espécime apresenta marcações diferentes de T. marchingtoni e pode representar uma nova espécie não descrita.
A família Trogloraptoridae pode ter tido uma distribuição mais ampla, considerando que as florestas de Sequoia sempervirens abrangiam uma área muito maior na América do Norte durante o Plioceno (cerca de 5 milhões de anos atrás). Outras espécies podem ainda estar presentes em outras cavernas.

## Descrição

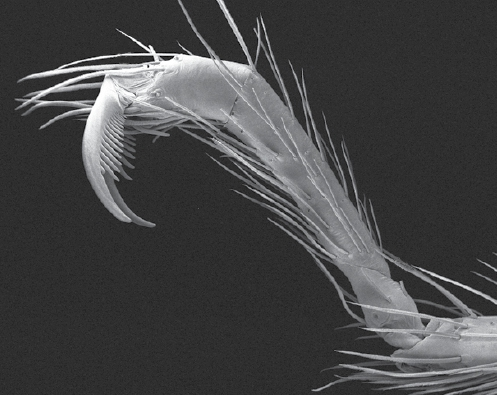
Garras em forma de gancho no tarso raptorial IV de um espécime fêmea.

Adultos de Trogloraptor possuem seis olhos e um comprimento corporal de cerca de 7 a 10 mm nos machos e 8 a 10 mm nas fêmeas. Com as pernas esticadas, a aranha pode atingir até 7,6 cm de comprimento.
Todo o corpo é amarelo-acastanhado, exceto por uma marca em forma de V marrom-escura no cefalotórax, quelíceras laranja-acastanhadas e o abdômen (opistossoma) roxo-acastanhado com uma série de marcações claras em forma de asna. A carapaça do cefalotórax é em forma de pera, com um esterno em forma de coração. O abdômen é oval e pouco coberto por pequenas cerdas (setas). Os machos possuem pedipalpos piriformes aumentados.
As aranhas são únicas pelas garras flexíveis e dentadas nos últimos segmentos (tarso) de suas pernas. Essas garras alongadas lembram as de aranhas da família Gradungulidae da Austrália e Nova Zelândia, mas as duas famílias são apenas distantemente relacionadas. Garras tarsais em forma de gancho também estão presentes, em menor grau, nos gêneros não relacionados Doryonychus [en] de Tetragnathidae, Hetrogriffus de Thomisidae e Celaenia [en] da Araneidae.

## Ecologia
Trogloraptor tece teias simples com poucos fios, suspensas no teto das cavernas. Griswold et al. afirmaram que as garras podem ter uma função significativa na captura de presas. Semelhante à aranha Spelungula cavernicola [en] (família Gradungulidae), Trogloraptor provavelmente fica pendurada de cabeça para baixo em suas teias, capturando insetos voadores com suas garras. No entanto, sua presa exata permanece desconhecida. Espécimes vivos capturados foram criados em condições de laboratório com clima controlado para investigação. Esses espécimes receberam mariposas, grilos e outras aranhas como alimento, mas os rejeitaram e morreram de fome após duas semanas. Isso pode indicar uma preferência por presas muito específicas.
Como a maioria das aranhas, Trogloraptor possui glândulas de veneno. No entanto, o veneno não é conhecido por ser prejudicial aos humanos. As aranhas são muito tímidas e não agressivas, fugindo imediatamente da iluminação.